# Simion Ismailciuc
Simion Ismailciuc, född 13 juli 1930 i Chilia Veche, död 17 maj 1986, var en rumänsk kanotist.
Ismailciuc blev olympisk guldmedaljör i C-2 1000 meter vid sommarspelen 1956 i Melbourne.